# Grand Prix de Wallonie 1989
La 30e édition du Grand Prix de Wallonie a eu lieu le 4 mai 1989. Elle a été remportée par le Suisse Thomas Wegmüller.

## Classement final
Thomas Wegmüller remporte la course en parcourant les 200 kilomètres en 5 h 29 min 12 s à la vitesse moyenne de 36,452 km/h.
| Classement final, | Classement final,  | Classement final, | Classement final,             | Classement final,  |
|                   | Coureur            | Pays              | Équipe                        | Temps              |
| ----------------- | ------------------ | ----------------- | ----------------------------- | ------------------ |
| 1er               | Thomas Wegmüller   | Suisse            | Domex-Weinmann-Merckx         | en 5 h 29 min 12 s |
| 2e                | Robert Millar      | Royaume-Uni       | Z-Peugeot                     | + 50 s             |
| 3e                | Jos van Aert       | Pays-Bas          | Hitachi-Merckx-Mavic          | + 1 min 11 s       |
| 4e                | Claude Criquielion | Belgique          | Hitachi-Merckx-Mavic          |                    |
| 5e                | Laurent Fignon     | France            | Système U-Raleigh-FIAT        |                    |
| 6e                | Fabian Fuchs       | Suisse            | Superconfex-Yoko-Opel-Colnago |                    |
| 7e                | Johan Bruyneel     | Belgique          | Sefb-Vlan-Galli-Opel          |                    |
| 8e                | Denis Roux         | France            | Toshiba-Kaercher-Look         |                    |
| 9e                | Bruno Cornillet    | France            | Z-Peugeot                     |                    |
| 10e               | Laurent Jalabert   | France            | Toshiba-Kaercher-Look         |                    |
| modifier          |                    |                   |                               |                    |